# Ан-Насир Лидиниллах
Абу́ль-Абба́с А́хмад ан-Наси́р Лидинилла́х (1158 — 1225) — багдадский халиф (1180  —1225) из династии Аббасидов. Последний значительный государь из халифов Багдада.

## Личность
Халиф ан-Насир был сыном халифа аль-Мустади Биамриллаха и его умм аль-валад по имени Зумурруд-хатун, которая была тюрчанкой по происхождению. Он поражал своих врагов энергией, с которой он, не останавливаясь ни перед какими средствами, вёл борьбу с ними, а своих подданных — осведомленностью обо всём, что делалось в его владениях. К нему, по-видимому, относились первоначально те рассказы о ночных прогулках переодетого халифа, которые впоследствии были перенесены на Харуна ар-Рашида. Энергия и изобретательность, проявленные им при изыскании новых статей дохода, не увеличивали его популярности. Ибн аль-Асир в своей истории даже заставляет самого Насира гордиться тем, что при нём не было никого, кто бы не бранил халифа, кроме него самого. По поводу притязаний халифа интересен рассказ современника о том, как ан-Насир, вероятно под влиянием борьбы с хорезмийцами, пожаловал конийскому султану Кей-Хосрову «султанство над миром и начальство над потомками Адама». В ответ на речь посла халифа султан якобы ограничился приведением слов Корана (III, 25): «Скажи: „боже, владетель царства! Ты доставляешь царство, кому хочешь, и отнимаешь царство, у кого хочешь“». В багдадской надписи 618 г. х./1221—1222 гг. ан-Насир называет себя «имамом, повиноваться которому предписано всем людям», «халифом господа миров».

## Реформа футувва
В период упадка сельджукской династии в XII веке одним из факторов нестабильности были футувва, своеобразные городские братства, издавна существовавшие в Ираке и Персии. Нередко члены таких братств формировали вооружённые группировки, которые соперничали за влияние. В целях объединения государства под своим политическим и духовным авторитетом, ан-Насир предпочёл не бороться с футувва, а реформировать и взять их под свой контроль. В 1182/1183 г. старейшина одного из багдадских братств, ордена Раххасиййа, облачил халифа в «одеяние футувва». Вскоре после этого ан-Насир запретил все другие футувва, а затем провозгласил себя главой нового ордена. Приглашая всех мусульманских правителей, признававших его сюзереном, вступить в новое общество, Ан-Насир создавал тем самым дополнительные звенья подчинения халифату. В 1203 году в Дамаске айюбид аль-Адиль был облачён в посланные халифом почётные одежды и шаровары, символ принадлежности к новой футувва
.
Суфийский шейх Шихаб ад-Дин Сухраварди по поручению ан-Насира отправился в Конью для принятия в халифскую футувва султана Кей-Кавуса.

## Соглашение с исмаилитами
Ан-Насир Лидиниллахом были официально признаны права персидских исмаилитов-низаритов на занимаемые им в Кухистане территории, чему способствовала политика сближения с суннитами, проводившаяся низаритским имамом Джалал ад-Дином Хасаном (1210—1221). В 1213 году Джалал ад-Дин лично повёл свою армию на соединение с атабеком Музаффар ад-Дином Узбеком, одним из главных союзников ан-Насир Лидиниллаха. В знак признания роли низаритов в борьбе Узбека со своим мятежным военачальником имаму были дарованы города Абхар и Зенджан с окрестностями.

## Борьба с сельджуками
К середине XII века владения халифата ограничивались областями бассейна Тигра и Евфрата от Тикрита до устья Шатт-эль-Араба и от Куфы до Хульвана, иногда включая Хузистан. Несмотря на столь незначительные размеры области, где халиф правил, по выражению Ибн аль-Асира, «без султана», само существование такой области не могло не причинить некоторого ущерба престижу светской власти. Сельджукские султаны требовали от халифов, чтобы в Багдаде в хутбе упоминалось их имя; халифы упорно им в этом отказывали. Высокий диван, как называлось багдадское правительство, также объявлял себя источником власти султанов; от султанов требовали, чтобы они оказывали исключительный почёт не только халифу, но и его визирю.
Попытки ан-Насира расширить своё небольшое владение привели к столкновению между ним и сельджукским правительством. Атабек-Ильдегизид Джехан-Пехлеван убеждал султана Тогрула III (1176—1194) отнять у халифа светскую власть. По словам современника этих событий Равенди, приверженцы султана и атабека говорили среди народа речи следующего содержания: «Если халиф — имам, то его постоянным занятием должно быть совершение намаза, так как намаз — основа веры и лучшее из дел; первенство в этом отношении и то, что он служит примером для народа, для него достаточно. Это истинное царствование; вмешательство халифа в дела временного царствования не имеет смысла; их надо поручить султанам».
В 1187 году султан Тогрул отправил в Багдад посла с просьбой о восстановлении в городе старого сельджукского дворца. В ответ ан-Насир сравнял остатки дворца с землёй и выслал 15-тысячную армию под командованием визиря Джалал ад-Дина Убейдаллаха ибн Юнуса для поддержки атабека Кызыл-Арслана, боровшегося с султаном. Тогрул разбил в 1188 году халифскую армию при Дай-Мардже близ Хамадана и занял этот город. Кызыл-Арслану удалось вытеснить Тогрула в регион Урмия, и хотя султан пытался получить помощь от айюбида Салах ад-Дина и даже отправил в Багдад в качестве заложника одного из своих младших сыновей, в 1190 году он был вынужден сдаться Кызыл-Арслану и был заключён с сыном Малик-шахом в замок близ Тебриза.
Теперь Кызыл-Арслан сам претендовал на султанат, но внезапно пал от руки убийцы. Освобождённый после двухлетнего заточения Тогрул разбил сыновей Джехана-Пехлевана, однако призванный вдовой атабека хорезмшах Ала ад-Дин Текеш отнял у султана Рей. Текешу, боровшемуся за власть со своим братом Султан-шахом, пришлось отойти в Хорезм, и в 1193 году Тогрул выбил хорезмийский гарнизон из Рея. На следующий год уже сам ан-Насир обратился за помощью к хорезмшаху. 19 марта 1194 года Тогрул был разбит Текешем около Рея и пал в битве; его голова была отправлена в Багдад.

## Борьба с хорезмшахами

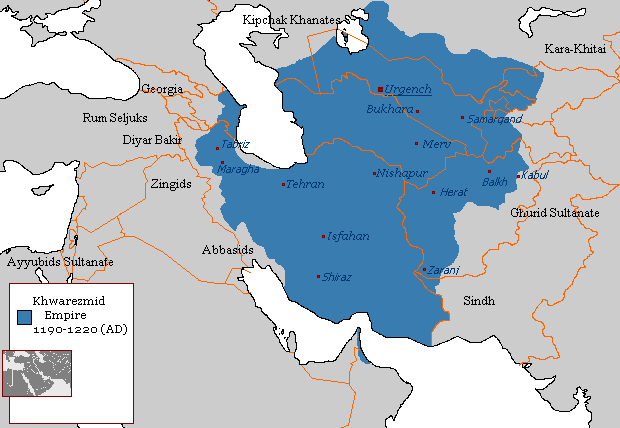
Владения хорезмшахов

Правительство халифа вскоре убедилось, что хорезмшахи будут для него такими же опасными противниками, какими были сельджукские султаны. Хорезмшах Текеш предъявил халифу те же требования, что и побежденный им Тогрул. Сын и преемник Текеша Мухаммед последовал примеру своего отца и в 1217 году сделал попытку осуществить свои притязания с оружием в руках. Попытка кончилась для хорезмшаха неудачей, но, вероятно, была бы повторена, если бы государство Мухаммеда не подверглось в это время разгрому со стороны монголов. Трудно сказать, на чьей стороне во время этой борьбы было общественное мнение. Если военные отряды Текеша и Мухаммеда раздражали население своими грабежами, то и халиф ан-Насир не пользовался популярностью.

### Ала ад-Дин Текеш
После победы над султаном Текеш подчинил себе Рей и Хамадан. Халифский визирь Муайид ад-Дин объявил хорезмшаху, что тот обязан своим престолом Высокому дивану, то есть багдадскому правительству, и потому должен лично явиться в его палатку для принятия предназначенной для него почётной одежды. Притязания визиря встретили со стороны Текеша решительный отпор, и только поспешное отступление Муайид ад-Дина на этот раз предупредило столкновение между войсками халифа и хорезмшаха. Столкновение произошло уже после смерти визиря, в июле 1196 года. Хорезмийцы разбили багдадское войско, вырыли из могилы труп визиря, отрубили ему голову и отправили её в Хорезм.
Ан-Насир и после этой битвы продолжал требовать, чтобы хорезмшах очистил Западную Персию и довольствовался Хорезмом. Текеш ответил, что его владения, даже со включением Ирака, недостаточны для содержания его многочисленного войска и что потому он просит халифа уступить ему ещё Хузистан. По Ибн аль-Асиру, Текеш в конце своего царствования требовал, чтобы в Багдаде была введена хутба на его имя.
Таково было начало вражды между Аббасидами и хорезмшахами, оказавшейся одной из причин гибели обеих династий. Постоянные военные столкновения гибельно отзывались и на мирных жителях. Хорезмийские отряды производили в области страшные опустошения. Не лучше действовали и багдадцы; по словам Равенди, халиф после отступления Текеша в 1194 году послал в Ирак 5000 всадников, которые разграбили все, что осталось после хорезмийцев. Ко времени смерти Текеша (1200) преобладание в Ираке принадлежало хорезмийцам; но после получения известия об этом событии жители произвели восстание и перебили всех находившихся в их области хорезмийских воинов.

### Ала ад-Дин Мухаммед II
Преемник Текеша Ала ад-Дин Мухаммед II потребовал от ан-Насира, чтобы в Багдаде была введена хутба на его имя, то есть чтобы халиф отказался от светской власти в пользу хорезмшаха, как некогда в пользу Буидов и Сельджукидов. Подобное требование, высказывавшееся ещё Текешем, Мухаммед предъявил в более категоричной форме, отправив послом в Багдад хорезмийского кадия Муджир ад-Дина Омара ибн Са’да. Багдадское правительство ответило решительным отказом и отправило к хорезмшаху шейха Шихаб ад-дина Сухраварди.
По Джувейни и Нисави, шейх был принят при дворе султана с гораздо меньшим почетом, чем имел право по своему званию и личным достоинствам. Султан заставил Шихаб ад-Дина простоять некоторое время на дворе. Когда шейх вошёл, султан даже не предложил ему сесть. Шейх попросил позволения привести хадис пророка, султан согласился и для слушания хадиса, как требовал обычай, опустился на колени. Смысл хадиса был в том, что пророк предостерегает верующих от причинения вреда семье Аббаса. Султан ответил: «Хотя я — тюрок и плохо знаю арабский язык, всё-таки я понял смысл упомянутого тобой хадиса; но я не причинил вреда ни одному из потомков Аббаса и не старался сделать им дурное. Между тем до меня дошло, что в тюрьме повелителя правоверных постоянно пребывают некоторые из них, которые там же плодятся и множатся; если бы шейх повторил тот же хадис в присутствии повелителя правоверных, то это было бы лучше и полезнее». Шейх стал доказывать, что халиф в качестве муджтахида (толкователя предписаний религии) имеет право заключать в тюрьму отдельных лиц ради блага всей мусульманской общины. Посольство шейха не достигло цели, и вражда между правителями только усилилась.

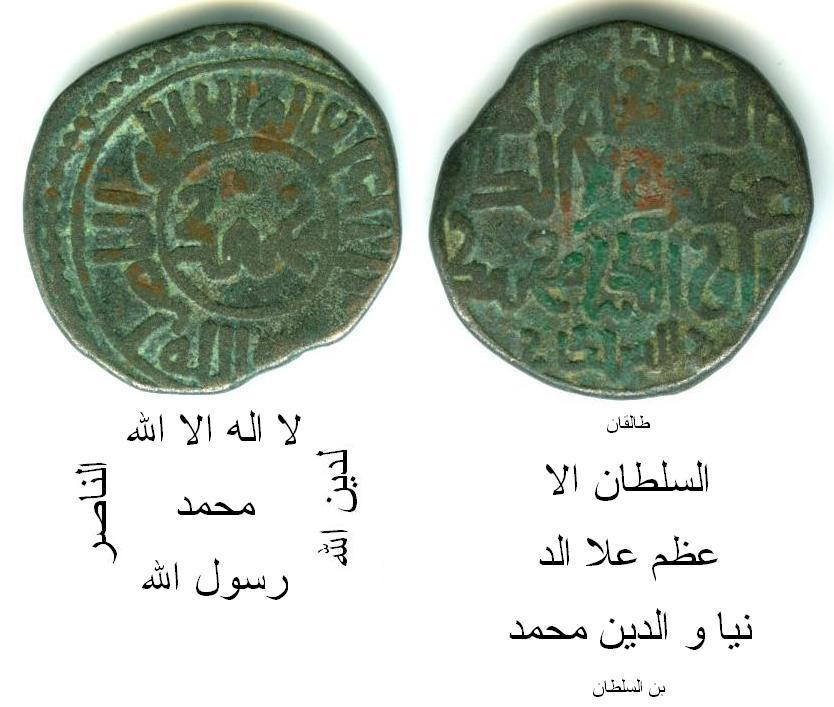
Монета хорезмшаха Мухаммеда с именем ан-Насира

По Джувейни, Мухаммед не желал, чтобы о нём говорили, будто он «ради своих властолюбивых стремлений совершил нападение на имама, присяга которому составляет одну из основ ислама, и бросил на ветер свою веру». Поэтому ему надо было придумать более благовидный предлог для войны, чем вопрос о хутбе. В таких предлогах не было недостатка. Стремясь укрепить свой престол, ан-Насир был так же неразборчив в средствах, как сам Мухаммед. Ходили слухи, что халиф получил от главы низаритов некоторых фидаи и воспользовался ими для устранения враждебных ему лиц. Такой участи подверглись Огулмыш, наместник хорезмшаха в Ираке, и эмир Мекки. Последнее убийство произошло на священной территории, во время паломничества, в день праздника на горе Арафат. Наконец, хорезмшах объявил, что в Газне во время взятия города (1215) были найдены документы, из которых видно, что халиф постоянно подстрекал Гуридов против Мухаммеда.
Хорезмшаху удалось получить от «имамов своих владений» фетву, что имам, совершающий такие поступки, недостоин своего сана, что султан, оказывающий поддержку исламу, проводящий всё своё время в войнах за веру и за это подвергающийся интригам имама, имеет право низложить такого имама и назначить другого, наконец, что Аббасиды насильно захватили халифат, принадлежащий по праву Алидам, потомкам Хусейна. На основании такого решения духовных авторитетов султан объявил ан-Насира низложенным, отменил упоминание его имени в хутбе и на монетах и провозгласил халифом сейида Ала аль-Мулька Термези. Таким образом, походу хорезмшаха на Багдад был придан характер законности. Мухаммед в 1217 году восстановил свою власть в Персии, но зимой 1217/1218 годов отряд, посланный им из Хамадана на Багдад, был застигнут снежными буранами в горах Курдистана и понёс огромные потери; остатки его были почти истреблены курдами; только небольшая часть отряда вернулась к Мухаммеду.
Престижу хорезмшаха был нанесён жестокий удар, тем более, что народ должен был видеть в этой катастрофе наказание свыше за святотатственный поход. Но Мухаммед не отказался от своей вражды к халифу. Напротив, прибыв в феврале 1218 года в Нишапур, он приказал исключить имя ан-Насира из хутбы и объявил, что халиф умер. То же самое было сделано в других городах — в Мерве, Балхе, Бухаре и Серахсе; на Хорезм, Самарканд и Герат это не распространилось, так как эти города не находились в такой зависимости от правительства и пользовались правом вводить и отменять у себя хутбу по своему усмотрению. С другой стороны, Ауфи и Нисави уверяют, что сам Мухаммед после своей неудачи выразил раскаяние и постарался, по крайней мере внешним образом, примириться с Багдадом. Весьма вероятно, что хорезмшах действительно счёл нужным сделать уступку общественному мнению и что исключение имени ан-Насира из хутбы произошло до похода на Багдад.
Дальнейшее развитие конфликта было прервано вторжением в Среднюю Азию войск Чингис-хана. Известие о том, что монголов призвал против хорезмшаха ан-Насир, в XIII веке существовало только в виде неопределенных слухов, которые при враждебных отношениях между халифом и хорезмшахом не могли не возникнуть. Подробный рассказ о посольстве халифа к монголам приведён лишь у автора XV века Мирхонда. Халиф действительно искал себе союзников среди восточных соседей хорезмшаха и с этой целью отправлял послов сначала к Гуридам, потом к Кучлуку. Но нет основания полагать, что он обращался к содействию восточноазиатских государей.

## Ан-Насир и Салах ад-Дин

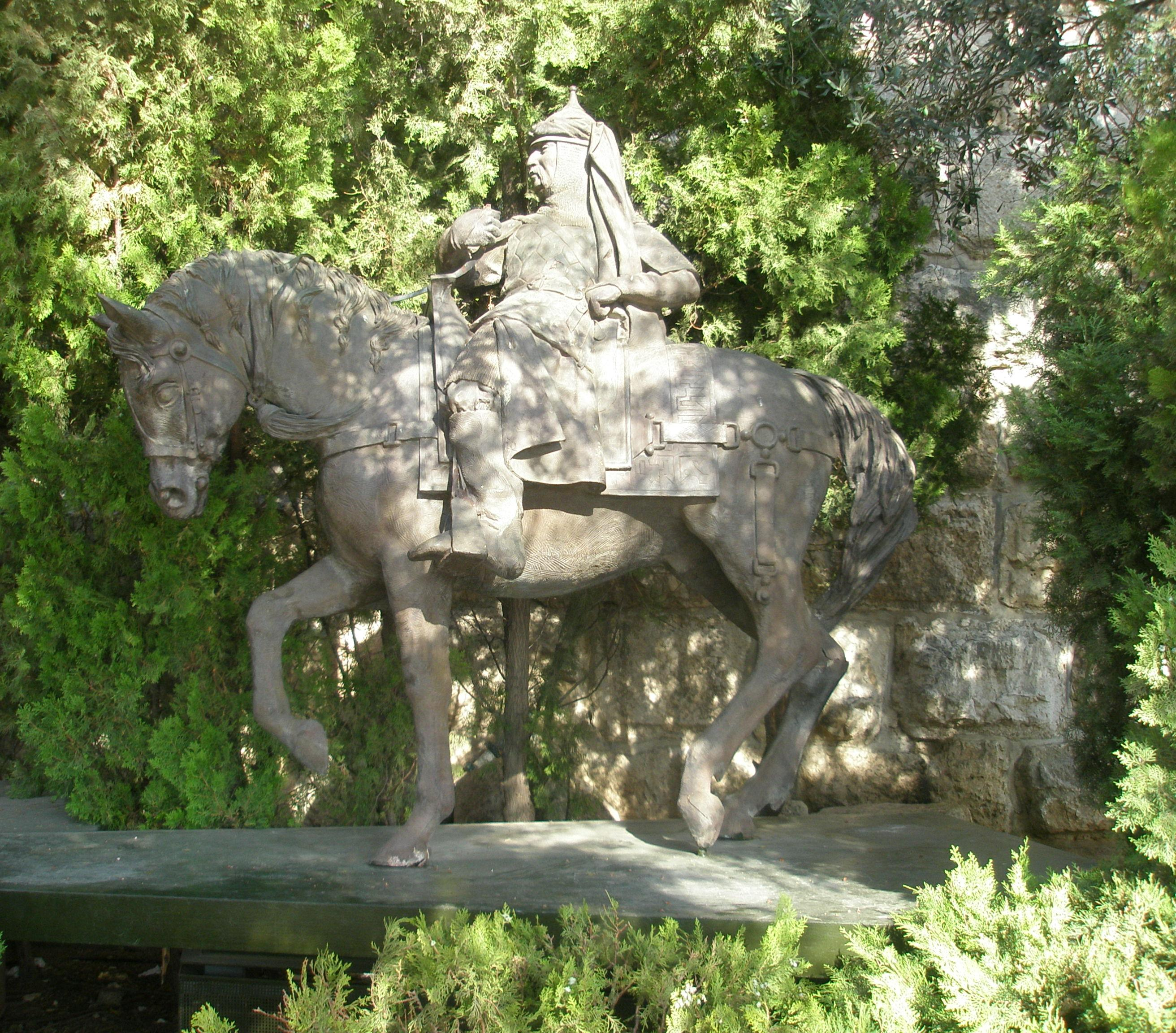
Памятник Салах ад-Дину в Иерусалиме

Борьба с восточными соседями не позволяла ан-Насиру принимать деятельное участие в событиях, происходивших на западе. Пределы той части мусульманского мира, где главой ислама признавался аббасидский халиф, здесь то суживались, то вновь расширялись, по-видимому, совершенно независимо от действий самого халифа.
Салах ад-Дин, низложивший фатимидскую династию и захвативший власть в Египте, ввёл в стране хутбу с именем аббасидского халифа. Как ревностный мусульманин он оказывал халифу полное уважение, но не получал от него никакой помощи во время своих войн. Глава ислама оставался в стороне от той борьбы за Иерусалим, в которой принимал такое деятельное участие духовный глава католического мира. Кроме борьбы с восточными султанами, на ан-Насира могла оказать влияние также зависть к успехам Салах ад-Дина. Молва о громких победах и справедливом правлении этого султана не могла содействовать поднятию авторитета непопулярного халифа. Ибн Джубайр, бывший в Мекке в 1183 году, рассказывает, как в хутбе поминали сначала аббасидского халифа, потом мекканского эмира, наконец, султана Салах ад-Дина и его брата. Когда называли имя Салах ад-дина, весь народ, очевидно, молчавший при произнесении других имен, присоединялся к молитвам за своего любимого султана.